# Edwige-Sophie de Suède
Titres
Duchesse consort de Schleswig-Holstein-Gottorp
12 mai 1698 – 19 juillet 1702
(4 ans, 2 mois et 7 jours)
Duchesse douairière de Schleswig-Holstein-Gottorp
19 juillet 1702 – 22 décembre 1708
(6 ans, 5 mois et 3 jours)

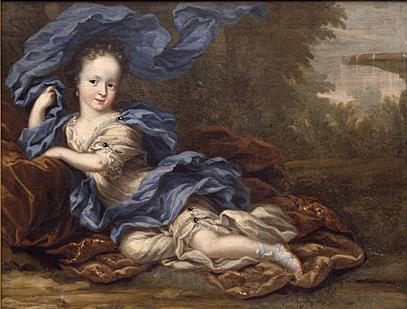
Edwige-Sophie à 4 ans, par David Klöcker Ehrenstrahl.

La princesse Edwige-Sophie de Suède (en suédois : Hedvig Sofia av Sverige), née le 26 juin 1681 au Château des Trois-Couronnes à Stockholm (Suède-Finlande) et décédée dans la même ville le 22 décembre 1708, était la fille du roi Charles XI et de la reine Ulrique-Éléonore, devenue à la suite de son mariage en 1698 duchesse consort de Schleswig-Holstein-Gottorp.
La princesse Edwige-Sophie fut régente du duché de Schleswig-Holstein-Gottorp 1702 à sa mort, son fils Charles-Frédéric étant mineur.

## Mariage
Elle épouse le 16 mai 1698 au château de Karlberg, son cousin  Frédéric, duc de Schleswig-Holstein-Gottorp (18 octobre 1671 - 19 juillet 1702).
De cette union est issu :
- Le duc Charles-Frédéric (1700-1739) , qui épousera en 1725 la grande-duchesse Anna Petrovna de Russie.

## Lieu d’inhumation
La princesse Edwige-Sophie est inhumée dans l'Église de Riddarholmen, à Stockholm.

## Titres et honneurs

### Titulature
- 26 juin 1681 — 12 mai 1698 : Son Altesse royale la princesse Edwige-Sophie de Suède-Finlande
- 2 mai 1698 — 19 juillet 1702 : Son Altesse royale la princesse Edwige-Sophie Duchesse consort de Schleswig-Holstein-Gottorp
- 19 juillet 1702 — 22 décembre 1708 : Son Altesse royale la princesse Edwige-Sophie Duchesse douairière de Schleswig-Holstein-Gottorp

## Sources
- (en) Cet article est partiellement ou en totalité issu de l’article de Wikipédia en anglais intitulé « Hedvig Sophia of Sweden » (voir la liste des auteurs).